# Chatogekko amazonicus
Chatogekko amazonicus é uma espécie de lagartixa sul-americana da família Sphaerodactylidae. É a única espécie descrita para o gênero Chatogekko, e anteriormente era incluída no gênero Coleodactylus. Elas crescem até um comprimento máximo de apenas 24 milímetros; são encontradas nas folhas mortas no chão da floresta e se alimenta de colêmbolos e ácaros.
O cladograma abaixo representa as relações filogenéticas entre os gecos da família Sphaerodactylidae apresentados por Gamble et al. em 2011.
|  | Gonatodes       |
|  |                 |
|  | Lepidoblepharis |
|  |                 |

|  | Pseudogonatodes                                                   |
|  |                                                                   |
|  | \| \| Coleodactylus \| \| \| \| \| \| Sphaerodactylus \| \| \| \| |
|  |                                                                   |
|  | Coleodactylus                                                     |
|  |                                                                   |
|  | Sphaerodactylus                                                   |
|  |                                                                   |

|  | Coleodactylus   |
|  |                 |
|  | Sphaerodactylus |
|  |                 |

|  | Gonatodes       |
|  |                 |
|  | Lepidoblepharis |
|  |                 |

|  | Pseudogonatodes                                                   |
|  |                                                                   |
|  | \| \| Coleodactylus \| \| \| \| \| \| Sphaerodactylus \| \| \| \| |
|  |                                                                   |
|  | Coleodactylus                                                     |
|  |                                                                   |
|  | Sphaerodactylus                                                   |
|  |                                                                   |

|  | Coleodactylus   |
|  |                 |
|  | Sphaerodactylus |
|  |                 |